# 吳晉 (1889年)

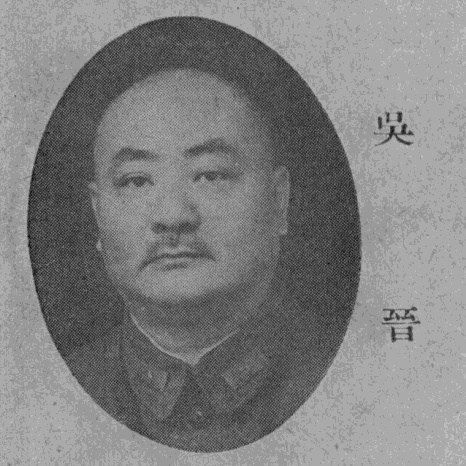

吴晋（1889年—1948年），字少佑，江苏武进人，中华民国官员。曾在法国留学，并在法国参加第一次世界大战。此后参加巴黎和会。潘復內閣时，任外交部次长。